# Presidente del Congreso Continental
El presidente del Congreso Continental fue el máximo cargo del Congreso Continental, la convención de delegados que emergió como el primer gobierno nacional de los Estados Unidos de América durante la revolución estadounidense. El presidente era un miembro del Congreso, elegido por los otros delegados para servir como moderador imparcial durante las reuniones del Congreso. Elegido para ocupar una posición mayormente ceremonial con mucha influencia, el cargo no tenía relación con el posterior cargo de Presidente de los Estados Unidos.
Catorce hombres sirvieron como presidente del Congreso. El primero fue Peyton Randolph, elegido el 5 de septiembre de 1774. El último presidente, Cyrus Griffin, renunció en noviembre de 1788. El presidente John Hancock es recordado por su gran y marcada firma en la Declaración de Independencia, que fue adoptada y firmada durante su presidencia.

## Historia del cargo
El primer presidente del Congreso fue Peyton Randolph, de Virginia, elegido el 5 de septiembre de 1774 para presidir el Primer Congreso Continental. Su mala salud le previno de ejercer su cargo en los últimos días de la sesión, por tanto, Henry Middleton, de Carolina del Sur fue elegido para reemplazarle. Cuando se convocó el Segundo Congreso Continental el 10 de mayo de 1775, Randolph fue elegido de nuevo como presidente, pero volvió a Virginia dos semanas después para presidir la Cámara de los Burgueses. Middleton se negó a ocupar el cargo una vez más, y John Hancock, presidente del Congreso Provincial de Massachusetts, fue elegido. Hancock presidió el Congreso durante más de dos años hasta que volvió a Massachusetts.
Tras las negadas sugerencias de Robert Morris de que él debería suceder a Hancock, Henry Laurens, de Carolina del Sur fue elegido en noviembre de 1778. Durante la presidencia de Lauren, el Congreso se embarcó en una amarga disputa sobre las actividades del diplomático Silas Deane. Laurens, crítico de Deane, renunció como protesta. Laurens esperó que el Congreso fuera a reelegirlo y a vindicar sus acciones, pero en las elecciones de diciembre de 1778 mostraron que solo cuatro estados votaron por él. Ocho estados votaron por John Jay, que se convirtió en el siguiente presidente (tan solo hubo doce votos porque un estado no tenía ningún delegado en aquel momento). Durante su presidencia, Jay también sirvió como juez supremo en la Corte Suprema de Justicia de Nueva York.

## Lista de presidentes
| Nombre            | Estado/colonia   | Edad | Inicio                   | Fin                      | Duración del cargo en días | Experiencia previa                                          |
| ----------------- | ---------------- | ---- | ------------------------ | ------------------------ | -------------------------- | ----------------------------------------------------------- |
| Peyton Randolph   | Virginia         | 53   | 5 de septiembre de 1774  | 22 de octubre de 1774    | 47                         | Portavoz de la Cámara de Burgueses de Virginia              |
| Henry Middleton   | Carolina del Sur | 57   | 22 de octubre de 1774    | 26 de octubre de 1774    | 4                          | Portavoz de la Cámara Común de Asamblea de Carolina del Sur |
| Peyton Randolph   | Virginia         | 54   | 10 de mayo de 1775       | 24 de mayo de 1775       | 14                         | Portavoz de la Cámara de Burgueses de Virginia              |
| John Hancock      | Massachusetts    | 38   | 24 de mayo de 1775       | 29 de octubre de 1777    | 889                        | Presidente del Congreso Provincial de Massachusetts         |
| Henry Laurens     | Carolina del Sur | 53   | 1 de noviembre de 1777   | 9 de diciembre de 1778   | 403                        | Presidente del Congreso Provincial de Carolina del Sur      |
| John Jay          | Nueva York       | 32   | 10 de diciembre de 1778  | 28 de septiembre de 1779 | 292                        | Presidente de la Corte Suprema de Nueva York                |
| Samuel Huntington | Connecticut      | 48   | 28 de septiembre de 1779 | 10 de julio de 1781      | 651                        | Juez Asociado del Tribunal Superior de Connecticut          |
| Thomas McKean     | Delaware         | 47   | 10 de julio de 1781      | 5 de noviembre de 1781   | 118                        | Presidente de la Corte Suprema de Pensilvania               |
| John Hanson       | Maryland         | 66   | 5 de noviembre de 1781   | 4 de noviembre de 1782   | 364                        | Delegado de la Cámara de Delegados de Maryland              |
| Elias Boudinot    | Nueva Jersey     | 42   | 4 de noviembre de 1782   | 3 de noviembre de 1783   | 364                        | Comisario de reclusos del Ejército Continental              |
| Thomas Mifflin    | Pensilvania      | 39   | 3 de noviembre de 1783   | 3 de junio de 1784       | 213                        | General del Cuartel General del Ejército Continental        |
| Richard Henry Lee | Virginia         | 52   | 30 de noviembre de 1784  | 4 de noviembre de 1785   | 339                        | Miembro de la Cámara de Burgueses de Virginia               |
| John Hancock      | Massachusetts    | 48   | 23 de noviembre de 1785  | 5 de junio de 1786       | 194                        | Gobernador de Massachusetts                                 |
| Nathaniel Gorham  | Massachusetts    | 48   | 6 de junio de 1786       | 3 de noviembre de 1786   | 150                        | Miembro del Consejo de Guerra                               |
| Arthur St. Clair  | Pensilvania      | 52   | 2 de febrero de 1787     | 4 de noviembre de 1787   | 275                        | Mayor general, Ejército Continental                         |
| Cyrus Griffin     | Virginia         | 39   | 22 de enero de 1788      | 15 de noviembre de 1788  | 288                        | Juez del Tribunal de Apelaciones de Virginia                |